# Székelyvarság
Székelyvarság (románul Vărșag) falu Romániában, Erdélyben, Hargita megyében. 2022-ben 1652 lakosából 1601 fő vallotta magát magyarnak, 8 románnak 43 pedig nem nyilatkozott. 1992-ben 1536 lakosából 1532 fő magyar és 4 román volt.

## Fekvése
Hargita megye legnagyobb szórványtelepülése, amely kb. 77 km²-en a Nagy-Küküllő forrásvidékén fekszik. Részei: a Központ, Varságtisztása, Bolygóbükke, Forrásköze, Sólyomkőpataka, Nagykútpataka, Bagzos és Küküllőtelep.

## Története
1906-ban Varságtelep néven szerepelt először. A falut a 20. század elején Oroszhegyről és Korondról kirajzott székely családok alapították Oroszhegy mély patakvölgyekkel szabdalt vulkáni fennsíkján fekvő Varság nevű határrészéből, 1906-ban lett önálló község. Lakói famunkások, zsindelykészítők. 1908-tól neve Székelyvarság. 1910-ben 1233 magyar lakosa volt. A trianoni békediktátumig Udvarhely vármegye Udvarhelyi járásához tartozott.

## Látnivalók
- Határában a Tartód pataknak a Nagy-Küküllőbe torkollásánál emelkedő meredek 870 méter magas hegytetőn találhatók Tartód várának maradványai. A vár a 11–12. századi magyar határvédelmi rendszer része volt.
- Római katolikus temploma 1902–1904 között épült gr. Majláth Gusztáv erdélyi püspök költségén.
- A faluközponttól 3-4 kilométerre fekvő Csorgókő-vízesés szép látványt nyújt, csakúgy mint a tőle fél kilométerre lévő Jézus-kútja forrás.
- A székelyvarsági Ski Varsag sípálya

## Képgaléria
- Képek Székelyvarságról a www.erdely-szep.hu honlapon
- Csorgókő vízesés a www.terjhazavandor.ro honlapon
- A Székelyvarsági Kilátó (Mutató) a www.terjhazavandor.ro honlapon
- Uz Bence sírja Székelyvarságon

## Testvértelepülései
- Homokmégy, Magyarország